# Чудово (Окуловский район)
Чудово —  деревня в Окуловском районе Новгородской области в составе Угловского городского поселения.

## География
Находится в центральной части Новгородской области на расстоянии приблизительно 13 км на восток по прямой от районного центра города Окуловка.

## История
Во второй половине XIX века была обозначена на «карте Шуберта» как поселение с 4 дворами. В 1911 году здесь (тогда деревня Чудова Боровичского уезда Новгородской губернии) было учтено 8 дворов.

## Население
Численность населения: 44 человека (1911 год), 3  человека (русские 100%) в 2002 году, 6 в 2011.